# Refugio marítimo

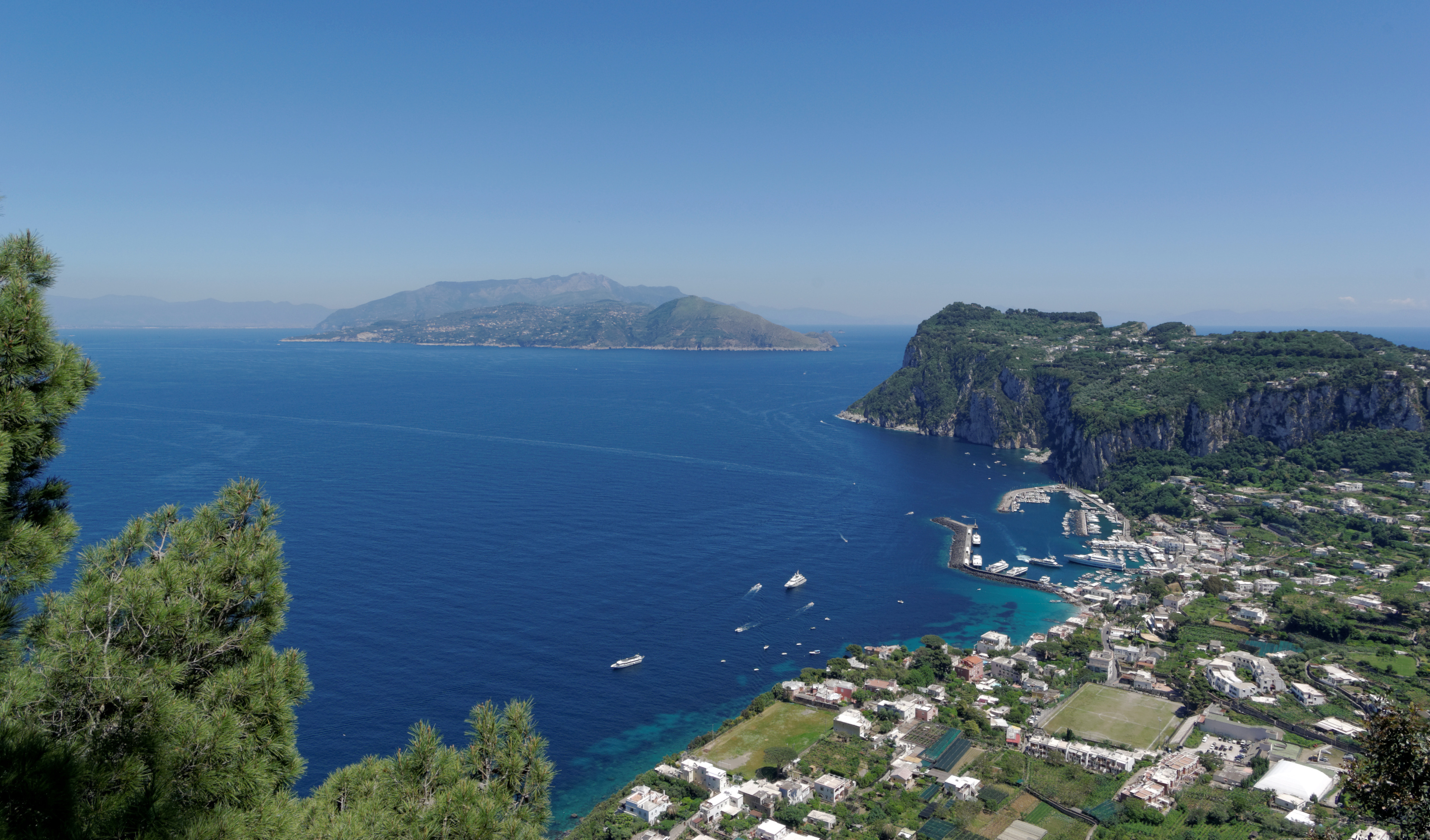
El refugio marítimo y puerto de la isla de Capri visto desde Anacapri (Italia).

Un refugio marítimo hace referencia a un puerto costero protegido de forma natural, o bien a una cala o bahía con una profundidad y determinadas características que permiten anclar o amarrar una embarcación y brindarle protección contra el viento, las corrientes y el oleaje. Un refugio puede ser tanto natural como artificial, siendo este último construido mediante el uso de malecones, embarcaderos o rompeolas. Un ejemplo de refugio naval artificial es el puerto de Long Beach en California (Estados Unidos), que solía ser una serie de marismas y llanuras de marea demasiado poco profundas para los barcos mercantes modernos antes de que se dragara por primera vez a principios del siglo XX.

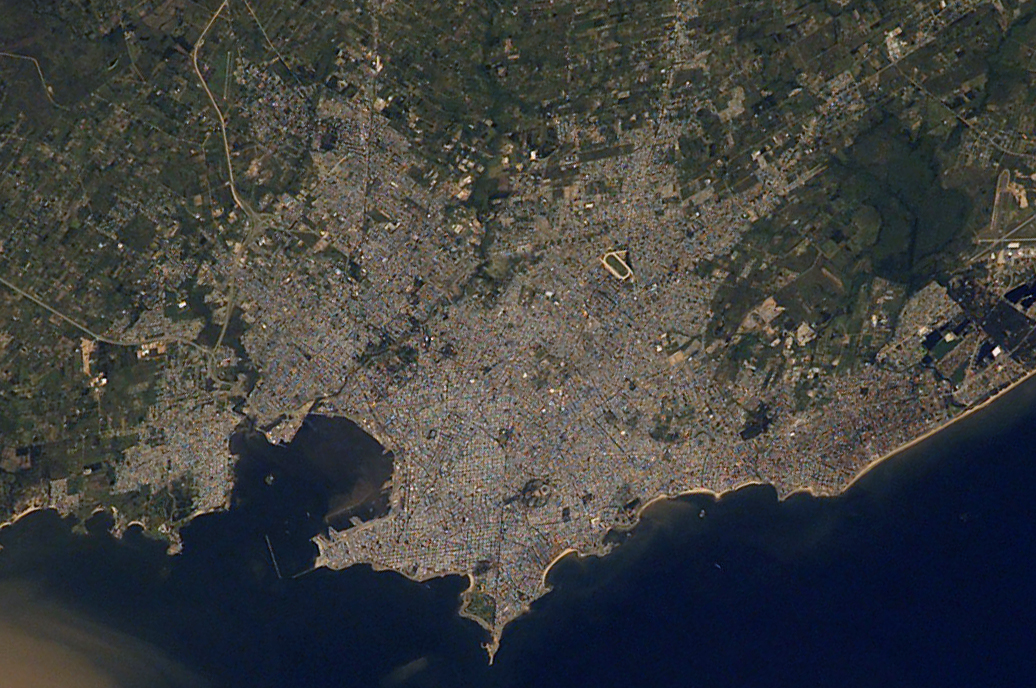
La Bahía de Montevideo forma un puerto natural claramente visible.

## Historia
Desde sus comienzos, la navegación empleó determinados lugares costeros, como bahías, ensenadas o desembocaduras de ríos, que ofrecieron refugios seguros para atracar las embarcaciones primitivas. Los pueblos navegantes como fenicios, griegos, vikingos y polinesios dieron uso a estos lugares privilegiados para el desarrollo del comercio, actos de piratería y migraciones. El pueblo fenicio dotó de faros a los refugios naturales para favorecer los viajes nocturnos, dando inicio a la construcción de puertos artificiales. De este modo, en el siglo XIII a. C., construyeron puertos de piedra en Tiro y Sidón con una técnica pulida. Uno de los principales puertos artificiales de la antigüedad fue el de Alejandría, levantado en el año 331 a. C. ante la necesidad de proteger sus embarcaciones. Con el posterior crecimiento del tráfico marítimo, los refugios marítimos dieron cabida a instalaciones que satisfacían las necesidades técnicas y comerciales, como es el caso de los puertos medievales del mar del Norte o ciudades mediterráneas como Génova, Venecia o Barcelona.

Panorama de Columbrete Grande en el archipiélago de las Islas Columbretes (España). Dada su ubicación —a 56 km de la costa de Castellón— y su abrigo natural fue un refugio marítimo de piratas y contrabandistas hasta el siglo.

El descubrimiento de América y la posterior apertura de nuevas rutas marítimas y comerciales aumentó el tamaño y calado de los buques, lo que obligó desde el siglo XVI a la construcción de muelles para facilitar la carga y descarga de mercancías. En el siglo XIX, el desarrollo de los buques de vapor, sustituyendo la propulsión por viento, permitió aumentar notablemente el tonelaje y la capacidad de carga de las embarcaciones, por lo que los puertos tuvieron que modernizarse en consecuencia.

### Piratería

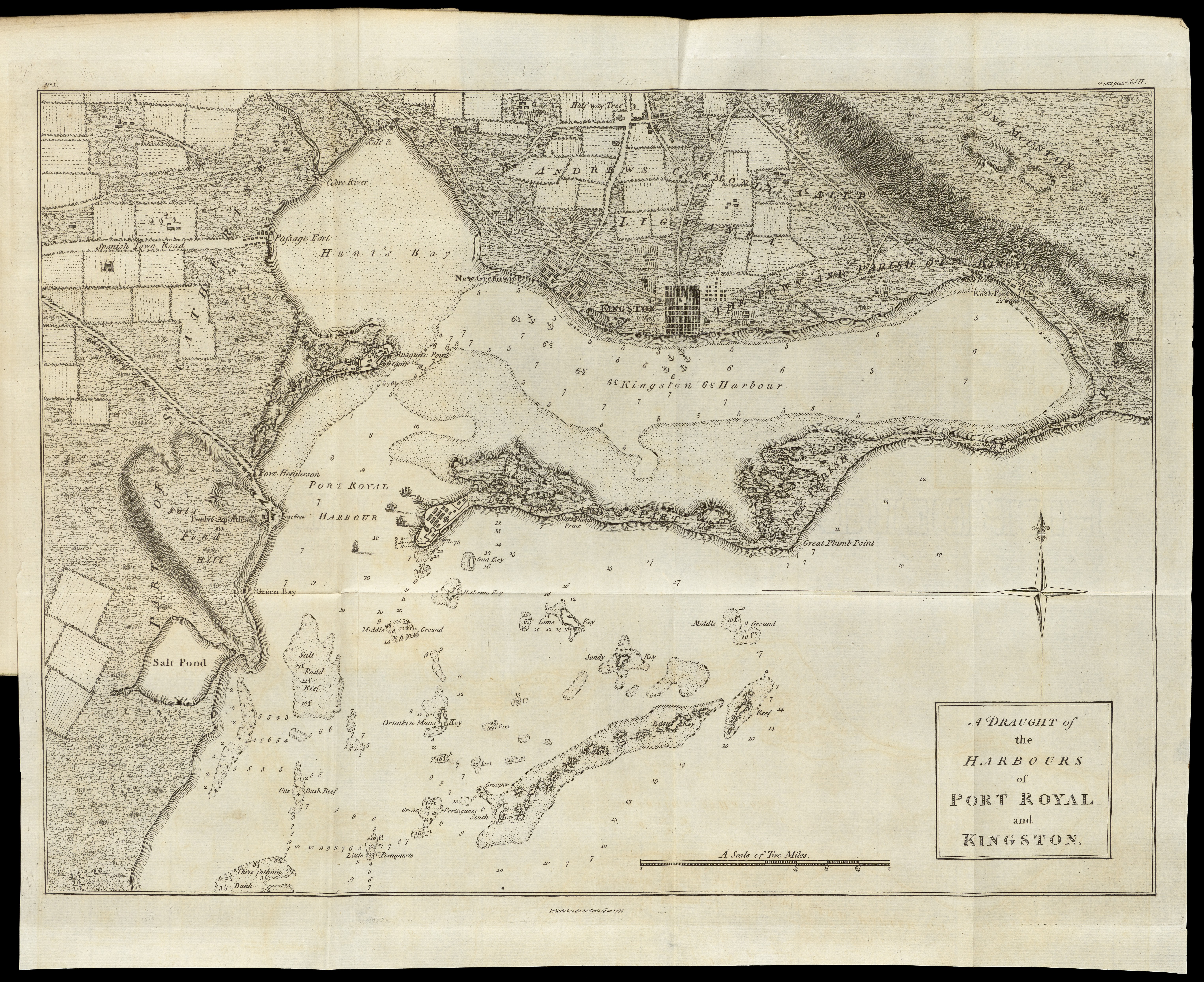
Mapa que muestra los refugios marítimos (harbours en inglés) de Port Royal y Kingston en Jamaica.

Durante toda la historia de la navegación ha sido común que piratas y bucaneros aprovecharan los refugios marítimos naturales para guarecerse. Un ejemplo es el caso de Port Royal, que en un inicio fue conquistado por Inglaterra en 1665. Estos construyeron un fuerte en el sur de la isla de Jamaica aprovechando un refugio costero natural. Ante la poca población del pueblo cercano a la fortificación, los colonos invitaron a piratas para asentarse en el refugio marítimo y así contar con defensa contra los ataques españoles. La ocupación de bucaneros aumentó debido a las condiciones favorables del puerto natural, que contaba con la profundidad adecuada para proteger a los barcos fondeados.

## Tipos
Se pueden encontrar tanto refugios marítimos naturales como artificiales. Ambos presentan características diferentes, aunque pueden proporcionar la misma función. Mientras que algunos países protegen sus puertos naturales con tal de conservar el entorno, otros emplean refugios artificiales para emplear instalaciones más productivas. Algunos ejemplos de refugios manipulados por el ser humano incluyen el puerto de Róterdam en Países Bajos o el de Houston en Estados Unidos, mientras que algunos puertos naturales se pueden encontrar en Visakhapatnam (India) o Trincomalee (Sri Lanka). Otro tipo de refugio marítimo incluye los puertos libres de hielo, ubicados cerca del polo norte y sur, siendo algunos exponentes los ubicados en Hammerfest (Noruega) y Múrmansk (Rusia).

## Puertos artificiales
Algunos puertos o radas han sido construidos por el hombre, siendo denominados puertos o radas artificiales. El puerto artificial más antiguo que se conoce es el del antiguo Egipto en Uadi al-Yarf, en la costa del Mar Rojo, que tiene al menos 4500 años de antigüedad (ca. 2600-2550 a. C., reinado del faraón Keops). El mayor puerto creado artificialmente es Jebel Ali en Dubái. Otros puertos artificiales de gran tamaño y actividad son:
- Puerto de Houston, Texas, Estados Unidos;
- Puerto de Long Beach, California, Estados Unidos;
- Puerto de Los Ángeles en San Pedro, Los Ángeles, California, Estados Unidos.
- Puerto de Róterdam, Países Bajos;
- Puerto de Savannah, Georgia, Estados Unidos;

Los antiguos cartagineses construyeron puertos artificiales fortificados llamados cothon.

## Puertos naturales

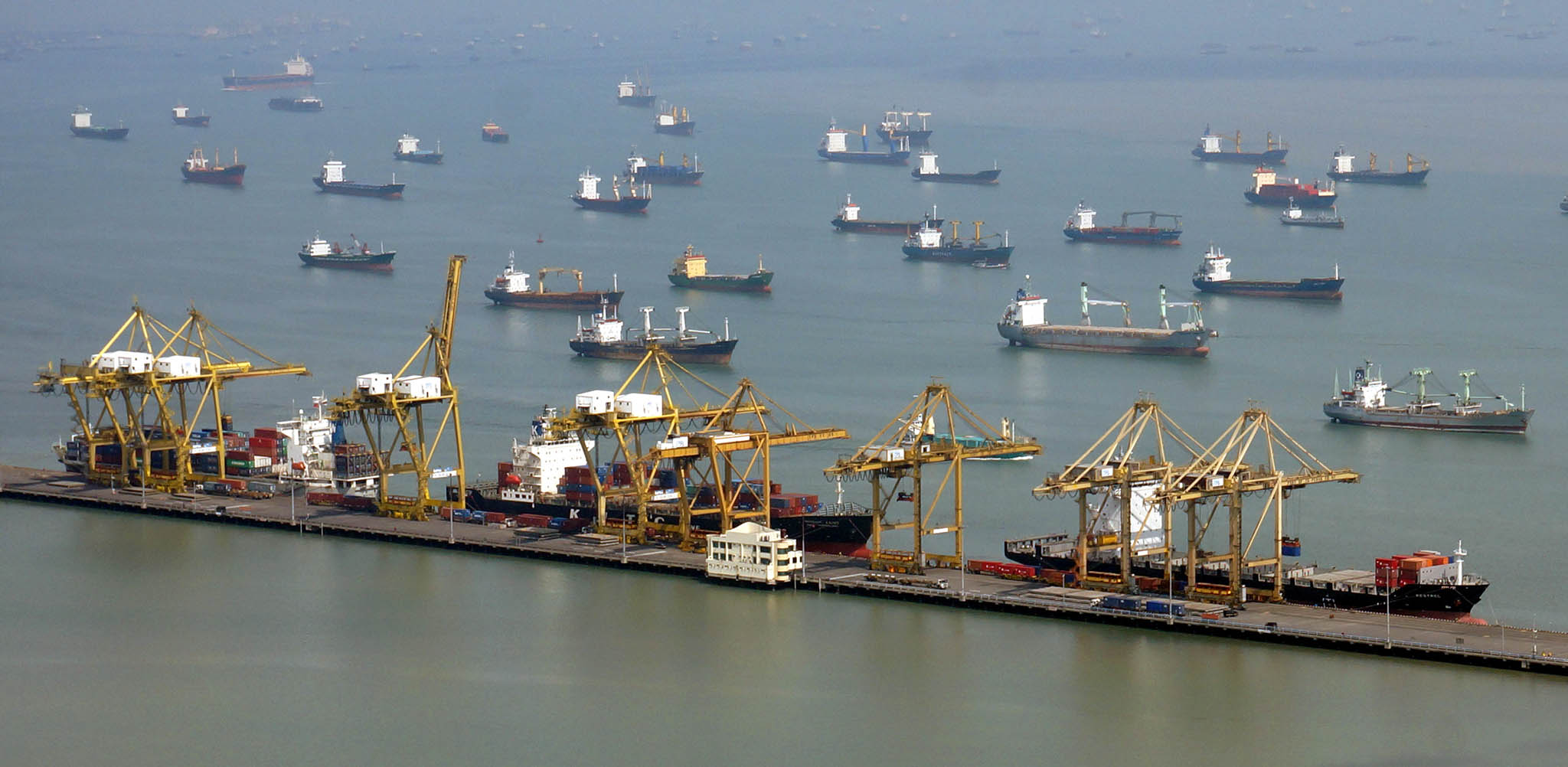
El Tanjung Perak es un ejemplo de puerto natural en Indonesia, en el estrecho de Madura.

Un puerto natural es una forma terrestre en la que una sección de una masa de agua está protegida y es lo suficientemente profunda como para permitir el anclaje. Muchos de estos puertos son rías. Los puertos naturales han sido durante mucho tiempo de gran importancia estratégica naval y económica, y muchas grandes ciudades del mundo están situadas en ellos. Disponer de un puerto protegido reduce o elimina la necesidad de rompeolas, ya que el oleaje dentro del puerto será más tranquilo. Algunos ejemplos son:
- África
  - Puerto de Tobruk en Tobruk, Libia
  - Maputo, Mozambique
- Américas
  - Puerto de Boston, en Massachusetts, Estados Unidos
  - Bahía de Guantánamo, Cuba
  - Burrard Inlet en Vancouver, Columbia Británica, Canadá
  - Cartagena de Indias, Colombia
  - Cienfuegos, Cuba
  - Puerto de Kingston, Jamaica
  - La Habana, Cuba
  - Golfo de Paria, Trinidad y Tobago
  - Puerto de Halifax en Nueva Escocia, Canadá
  - Puerto de Hamilton en Ontario, Canadá
  - Puerto de Nueva York en Estados Unidos
  - Pearl Harbor en Hawái, Estados Unidos
  - Bahía de Presque Isle en Pensilvania, Estados Unidos
  - Prince William Sound en Alaska, Estados Unidos
  - Puget Sound en Washington state, Estados Unidos
  - Bahía de San Francisco en California, Estados Unidos
  - Sept-Îles en Côte-Nord, en Quebec, Canadá
  - Puerto de Halifax en Nueva Escocia, en Canadá
  - Bahía de Tampa en Florida, Estados Unidos
  - Puerto de Zihuatanejo, México
- Asia
  - Estrecho de Bali, Indonesia
  - Bahía de Balikpapan en Kalimantan Oriental, Indonesia
  - Puerto de Tanjung Perak en Surabaya, Indonesia
  - Mumbai en Maharashtra (India)
  - Subic Bay en Zambales, Filipinas
  - Puerto de Trincomalee, Sri Lanka
  - Tuticorin en Tamil Nadu, India
  - Victoria Harbour en Hong Kong
  - Puerto de Visakhapatnam, India
  - Vizhinjam en Trivandrum, India
- Europa
  - Puerto de Castletownbere, Irlanda
  - Puerto de Cork, Irlanda
  - Grand Harbour, Malta
  - Cartagena, España
  - Killybegs en Condado de Donegal, Irlanda
  - Puerto Marsamxett, cerca del Gran Puerto de La Valetta,  Malta
  - Milford Haven en Gales, Reino Unido
  - Puerto de Poole en Inglaterra, Reino Unido
  - Puerto Hércules, Principado de Mónaco
  - Mahón, Menorca, España
  - Rada de Brest en Bretaña, Francia
  - Scapa Flow en Escocia, Reino Unido
- Oceanía
  - Puerto de Pago Pago en Samoa Americana
  - Puerto de Sídney en Australia, técnicamente una ría
  - Puerto de Waitemata en Auckland, Nueva Zelanda
  - Puerto de Manukau en Auckland, Nueva Zelanda.

## Refugios libres de hielo
Para los refugios cerca de los polos, estar libre de hielo es una ventaja importante, sobre todo cuando es durante todo el año. Ejemplos de éstos son:
- Hammerfest, Noruega
- Liinakhamari, Rusia
- Murmansk, Rusia
- Nakhodka en la Bahía de Nakhodka, Rusia
- Newcastle upon Tyne, Reino Unido
- Péchenga, Rusia
- Prince Rupert, Canadá
- Valdez, Alaska, Estados Unidos
- Vardø, Noruega

El puerto más al sur del mundo, situado en el Winter Quarters Bay de la Antártida (77° 50′ Sur), a veces está libre de hielo, dependiendo de las condiciones de hielo a la deriva en verano.

## Refugios importantes

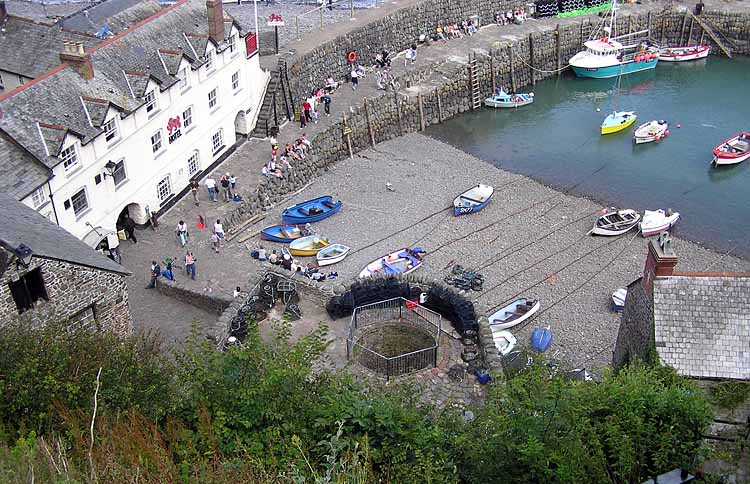
El pequeño puerto del pueblo de Clovelly, Devon, Inglaterra

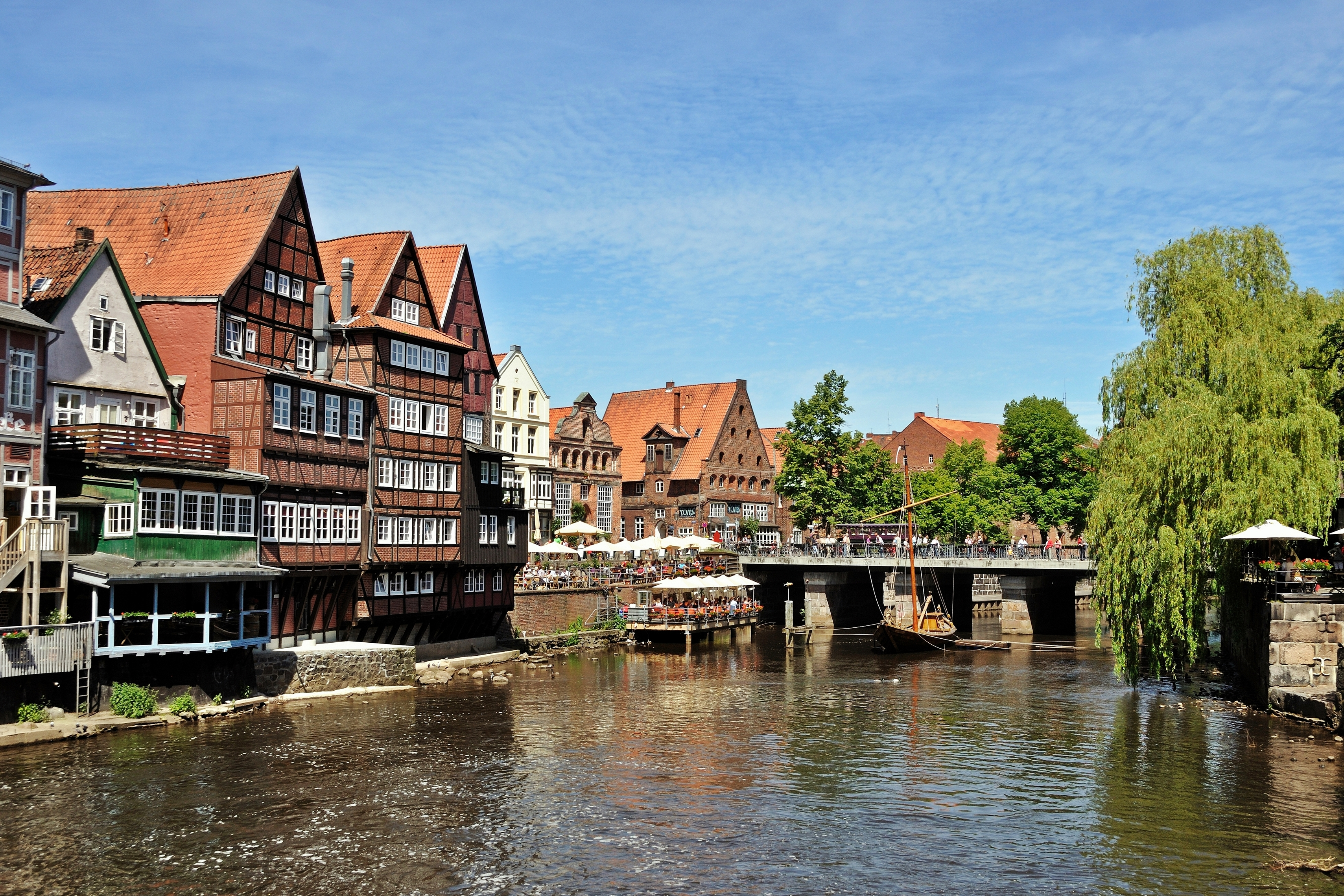
Puerto Viejo en Lüneburg, Alemania.

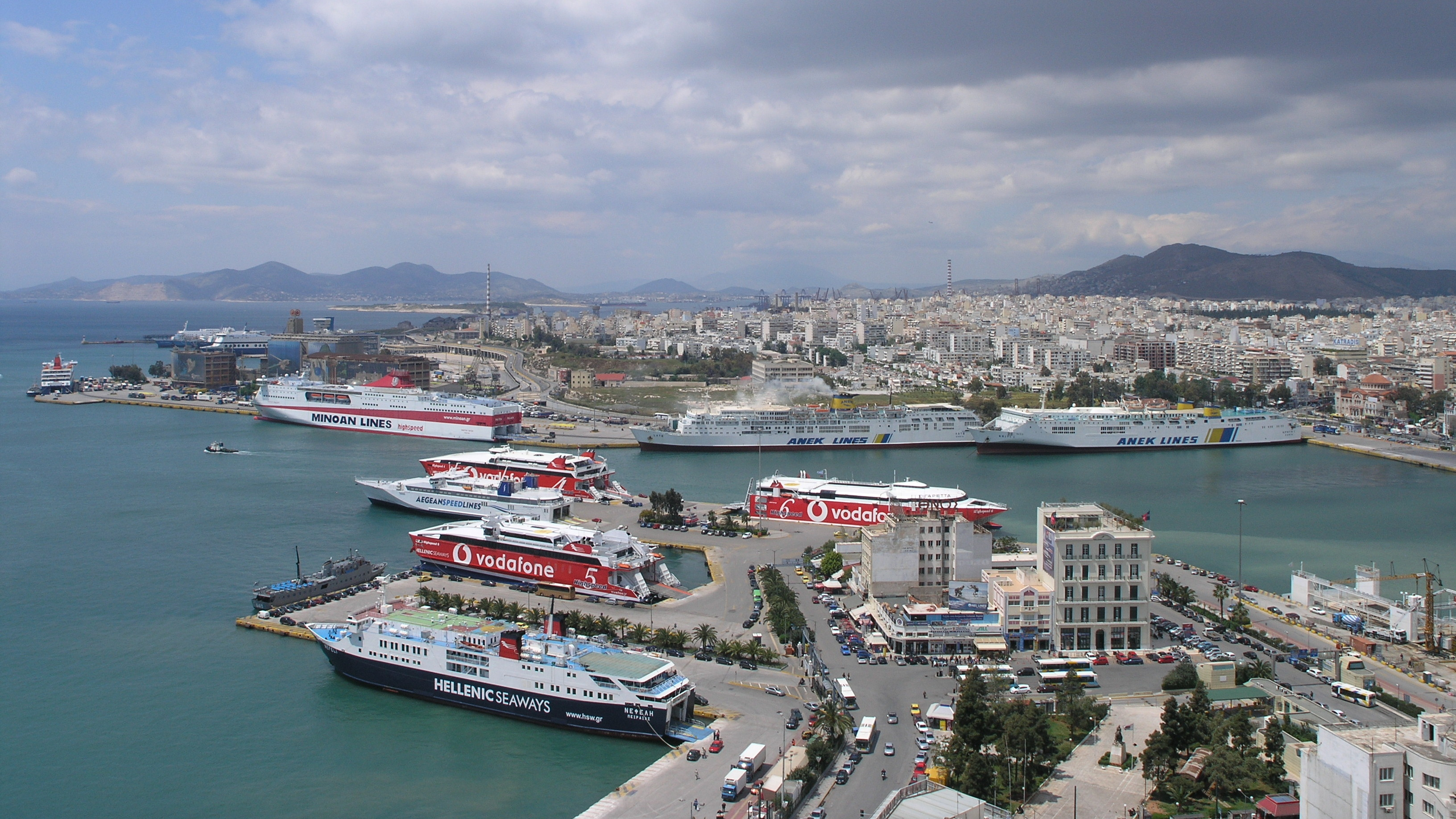
El puerto de El Pireo en Grecia.

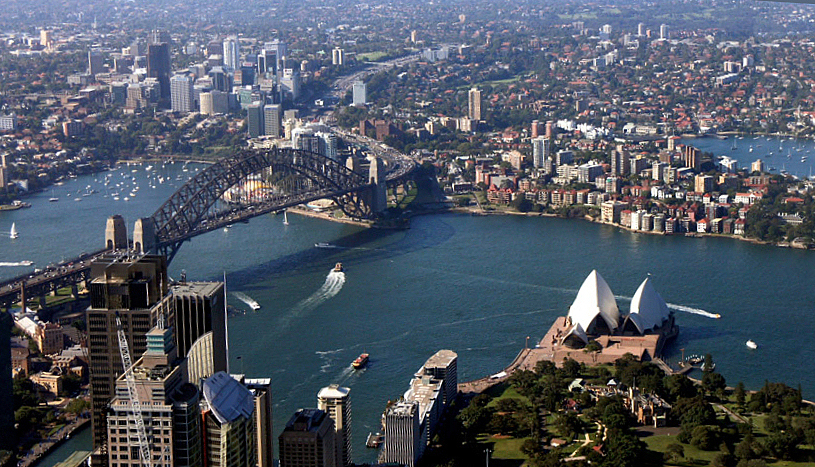
Puerto Jackson, Sydney.

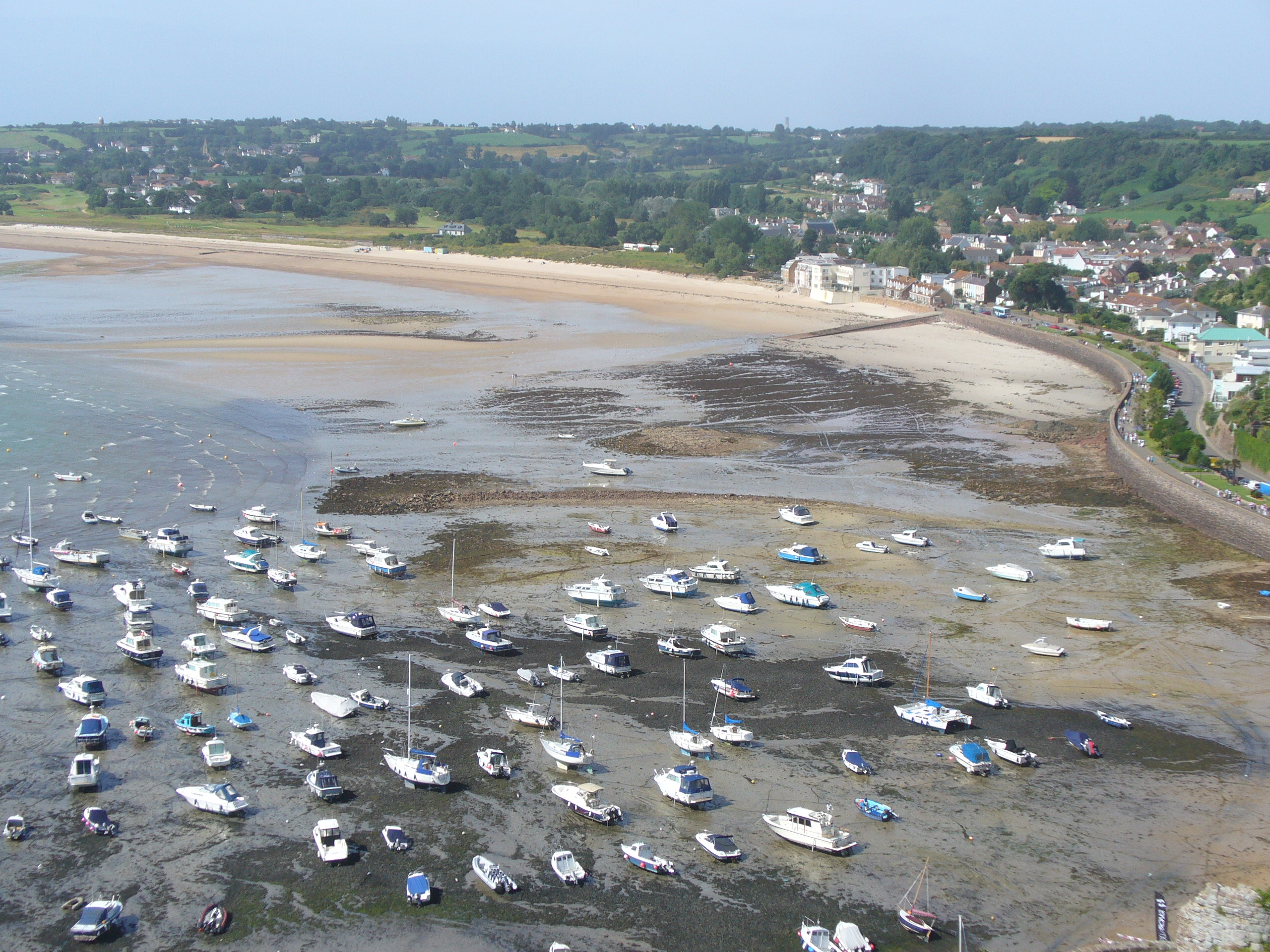
El puerto de Gorey, Jersey se queda seco con la marea baja.

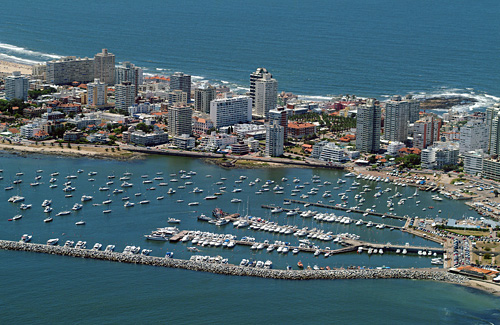
Refugio de Punta del Este.

En 2017 el puerto más concurrido del mundo por tonelaje de carga fue el Puerto de Ningbo-Zhoushan.
Los siguientes son grandes puertos naturales:
- Algeciras, Andalucía
- Amsterdam, Puerto de Ámsterdam, Países Bajos
- Amberes, Puerto de Amberes, Flandes, Bélgica
- Baltimore's Inner Harbor, Maryland, Estados Unidos
- Botwood, Newfoundland, Canadá
- Bremerhaven, Alemania
- Buenos Aires, Argentina
- Busan, Corea del Sur
- Calabar, Nigeria
- Cartagena de Indias, Colombia
- Charleston, Carolina del Sur, Estados Unidos
- Chennai, Tamil Nadu, India
- Puerto de Chittagong, ciudad de Chittagong, Bangladés
- Dnipro, Ucrania
- Durban, Sudáfrica
- Falmouth, Cornualles, Inglaterra, Reino Unido
- Freetown Harbour, Sierra Leona
- Cuerno de Oro, Estambul, Turquía[13]
- Gotemburgo, Suecia
- Gwangyang, Corea del Sur
- Haiphong Puerto, Haiphong, Vietnam
- Haifa, Israel
- Hakodate, Japón
- Halifax Harbour, Nueva Escocia, Canadá
- Puerto de Hamburgo, Alemania
- Hampton Roads, Norfolk, Virginia, Estados Unidos
- Puerto de La Habana
- Helsinki, Finlandia
- Incheon, Corea del Sur
- Esmirna, Turquía
- Puerto de Yakarta (Tanjung Priok), Yakarta, Indonesia
- Kaliningrado, Rusia
- Karachi, Sindh, Pakistán
- Kerch y Port Krym en Puerto Kavkaz, Rusia
- Kingston, Jamaica
- Kobe Harbour, Kobe, Japón
- Puerto de Kolkata, Kolkata, India
- Puerto de Lisboa, Lisboa, Portugal
- Lushunkou, Dalian, China
- Bahía de Manila, Filipinas
- Milwaukee, Wisconsin, EE. UU.
- Montevideo, Uruguay
- Mumbai, India
- Nassau, Bahamas
- Puerto de Nueva York, Estados Unidos
- Mikolaiv, Ucrania
- Novorossiysk y Anapa, Rusia
- Odessa, Ucrania
- Osaka, Japón
- Fiordo de Oslo y Oslo, Noruega
- Pärnu, Estonia
- Estrecho de Plymouth, Devon, Inglaterra, Reino Unido
- Puerto de Portland, Casco Bay, Maine, Estados Unidos
- Puerto de Sevastopol, Sevastopol, Crimea, Ucrania
- Puerto Phillip, Melbourne, Victoria, Australia
- Provincetown Harbor, Provincetown, Massachusetts, Estados Unidos
- Río de Janeiro, Bahía de Guanabara, Brasil
- Rostov del Don, Rusia
- Rotterdam, Puerto de Rotterdam, Países Bajos
- Salvador, Bahía de Todos los Santos, Brasil
- San Antonio, Chile
- Bahía de San Diego, San Diego, California, Estados Unidos
- San Petersburgo, Rusia
- Sochi y Adlersky City District, Rusia
- Estocolmo, Suecia
- Tallin, Estonia
- Tanger-Med, Tánger, Marruecos
- Tanjung Perak, Surabaya, Indonesia
- Tauranga Harbour, Tauranga, Nueva Zelanda
- Bahía de Tokio, Tokio, Japón
- Trincomalee, Sri Lanka
- Tuticorin, Tamil Nadu, India
- Puerto de Tyne, Tyne & Wear, Reino Unido
- Ulsan, Corea del Sur
- Victoria & Esquimalt Harbours, Victoria, Columbia Británica, Canadá
- Victoria Harbour (Hong Kong)
- Vizhinjam en Trivandrum, India
- Vladivostok, Rusia
- Vyborg, Rusia
- Willemstad, Curazao
- Wellington Harbour, Nueva Zelanda
- Yevpatoria, Rusia
- Zaporiyia, Ucrania

## Geología
Los refugios marítimos naturales suelen situarse en bahías o ensenadas dadas sus características. Una bahía consiste en una entrada de agua rodeada por tierra menos por una apertura; un refugio marítimo destacado en una bahía es el puerto de Cádiz en España. Por otra parte, una ensenada presenta similitud con la bahía pero a un tamaño más reducido. Estas se originan en zonas donde las franjas de roca con resistencia a las inclemencias se colocan de forma paralela a la costa. Se forman mediante distintas líneas de rocas, siendo las exteriores y con contacto al mar más resistentes (como roca ígnea o caliza), mientras que en el interior se deposita arena o arcilla.